# Uleiota planata
Uleiota planata é uma espécie de insetos coleópteros polífagos pertencente à família Silvanidae.
A autoridade científica da espécie é Linnaeus, tendo sido descrita no ano de 1761.
Trata-se de uma espécie presente no território português.